# NGC 1623
NGC 1623 est une vaste galaxie lenticulaire relativement éloignée et située dans la constellation de l'Éridan. NGC 1623 a été découverte par l'astronome américain Ormond Stone en 1885.

## Caractéristiques
Sa vitesse par rapport au fond diffus cosmologique est de 10 075 ± 23 km/s, ce qui correspond à une distance de Hubble de 149 ± 10 Mpc (∼486 millions d'al).
En raison d'une brillance de surface égale à 14,61 mag/am2, on peut qualifier NGC 1623 de galaxie à faible brillance de surface (LSB en anglais pour low surface brightness). Les galaxies LSB sont des galaxies diffuses (D) avec une brillance de surface inférieure de moins d'une magnitude à celle du ciel nocturne ambiant.